# Jaina Lee Ortiz
Jaina Lee Ortiz, nata Jessica Ortiz (Fort Ord, 20 novembre 1986), è un'attrice statunitense.

## Biografia
Nata a Fort Ord, in California, e cresciuta nel Bronx, è di etnia portoricana e fin da ragazza frequenta diversi corsi di ballo come salsa e mambo, arrivando ad insegnare ed a intraprendere gare nazionali dall'età di 15 anni. 
Raggiunge il successo partecipando nel 2010 al reality show Scream Queens. In seguito recita, in alcune serie televisive. Nel 2015 interpreta il ruolo di Annalise Villa nella serie Rosewood, cancellata dopo due stagioni. A partire dal 2018 è protagonista di Station 19, secondo spin-off della serie di successo Grey's Anatomy.

## Filmografia

### Cinema
- Il viaggio delle ragazze (Girls Trip), regia di Malcolm D. Lee (2017)
- Art Squad - Gli artisti del furto (Righteous Thieves), regia di Anthony Nardolillo (2023)
- The Long Game, regia di Julio Quintana (2023)
- The Vortex, regia di Richard Zelniker (2025)

### Televisione
- Scream Queens − reality show, episodio 2x01 (2010)
- The Shop − webserie, 6 episodi (2012)
- Rosewood − serie TV, 44 episodi (2015-2017)
- Shooter − serie TV, 4 episodi (2017)
- Grey's Anatomy − serie TV (2018-in corso)
- Station 19 − serie TV (2018-2024)

## Doppiatrici italiane
Nelle versioni in italiano delle opere in cui ha recitato, Jaina Lee Ortiz è stata doppiata da:
- Gaia Bolognesi in Grey's Anatomy, Station 19
- Stella Musy in Rosewood
- Ilaria Latini in Shooter
- Monica Vulcano in Scream Queens
- Gea Riva in Art Squad - Gli artisti del furto